# マッシモ・ダゼーリョ
マッシモ・ダゼーリョ(イタリア語: Massimo D'Azeglio, 1798年10月24日‐1866年1月15日)は、イタリアのイタリア統一運動時代の政治家、作家、画家、愛国者である。サルデーニャ王国首相を務め、穏健派の中心人物としてイタリア統一に大きな役割を果たした。
なお、名前の表記には文献によって揺れがあり、マッシモ・ダゼリオ、マッシモ・ダゼーリオ、マッシモ・アゼーリオ、マッシモ・アゼーリョ、マッシモ・ダヅェリョなどという表記もある。

## 生涯

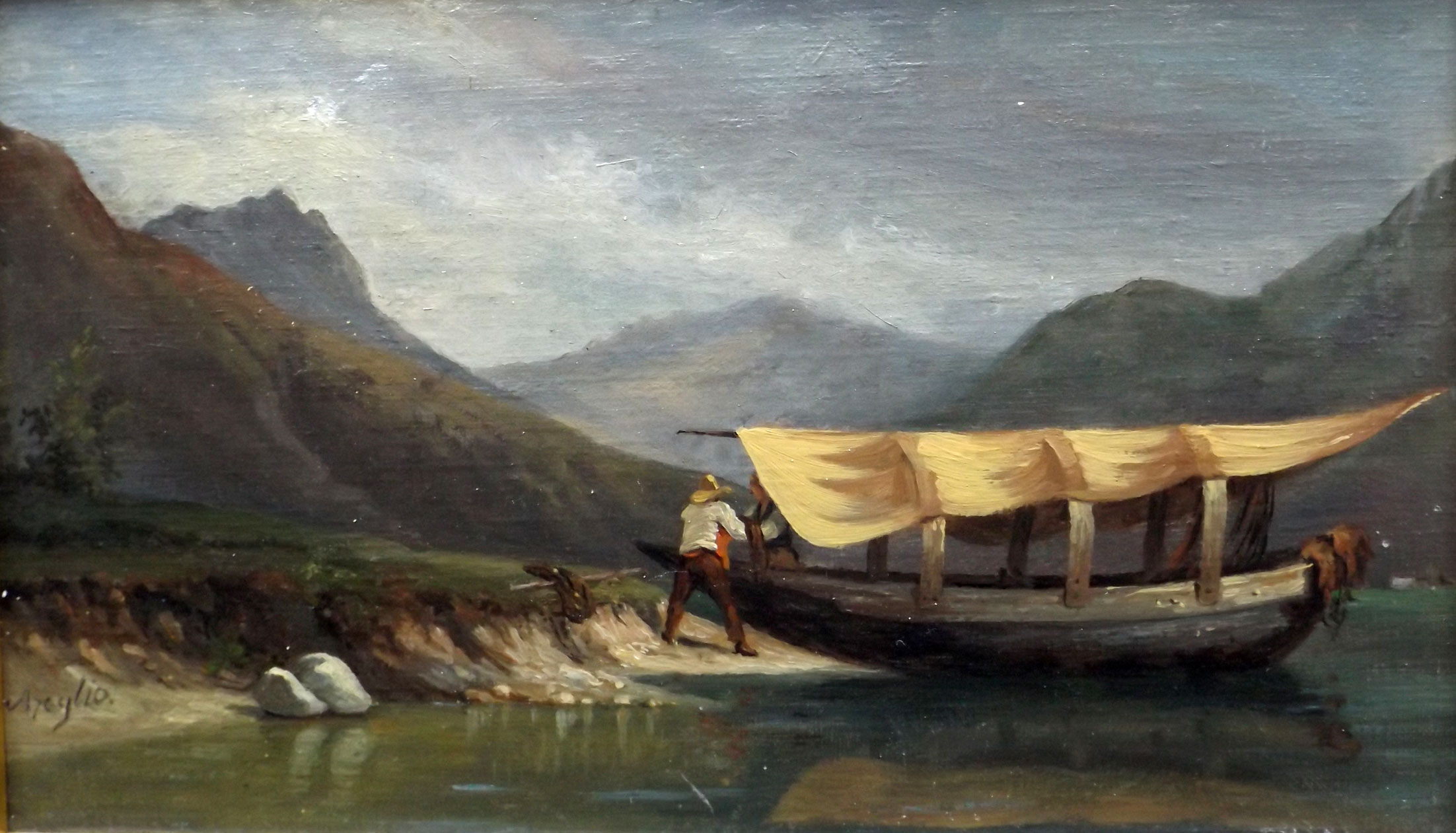
『ボートでの生活』マッシモ・ダゼーリョの代表作の一つ

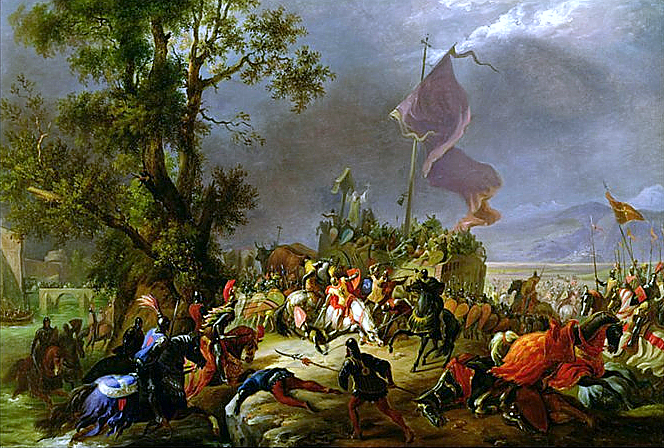
『レニャーノの戦い』マッシモ・ダゼーリョの代表作の一つ

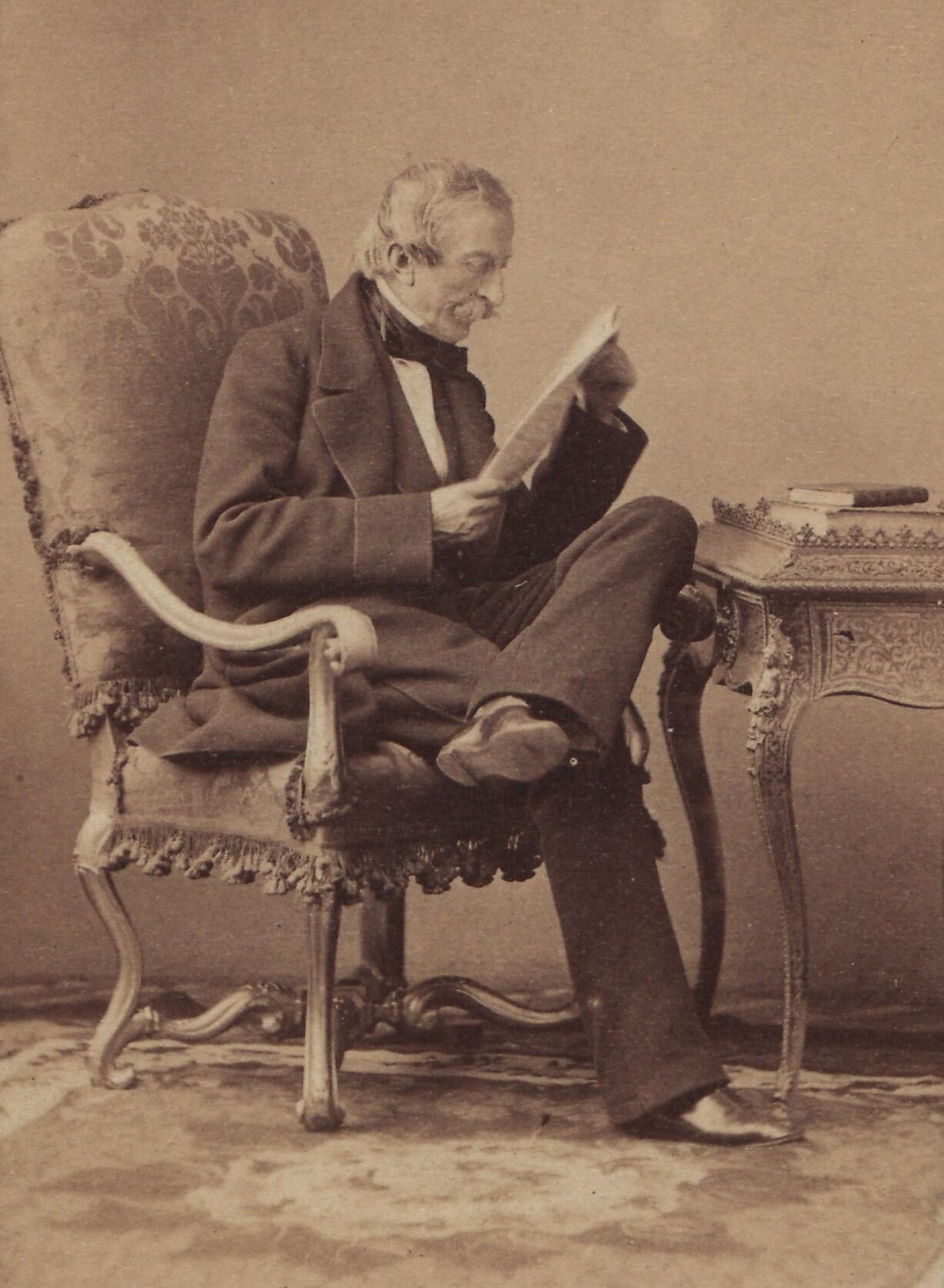
晩年のマッシモ・ダゼーリョ

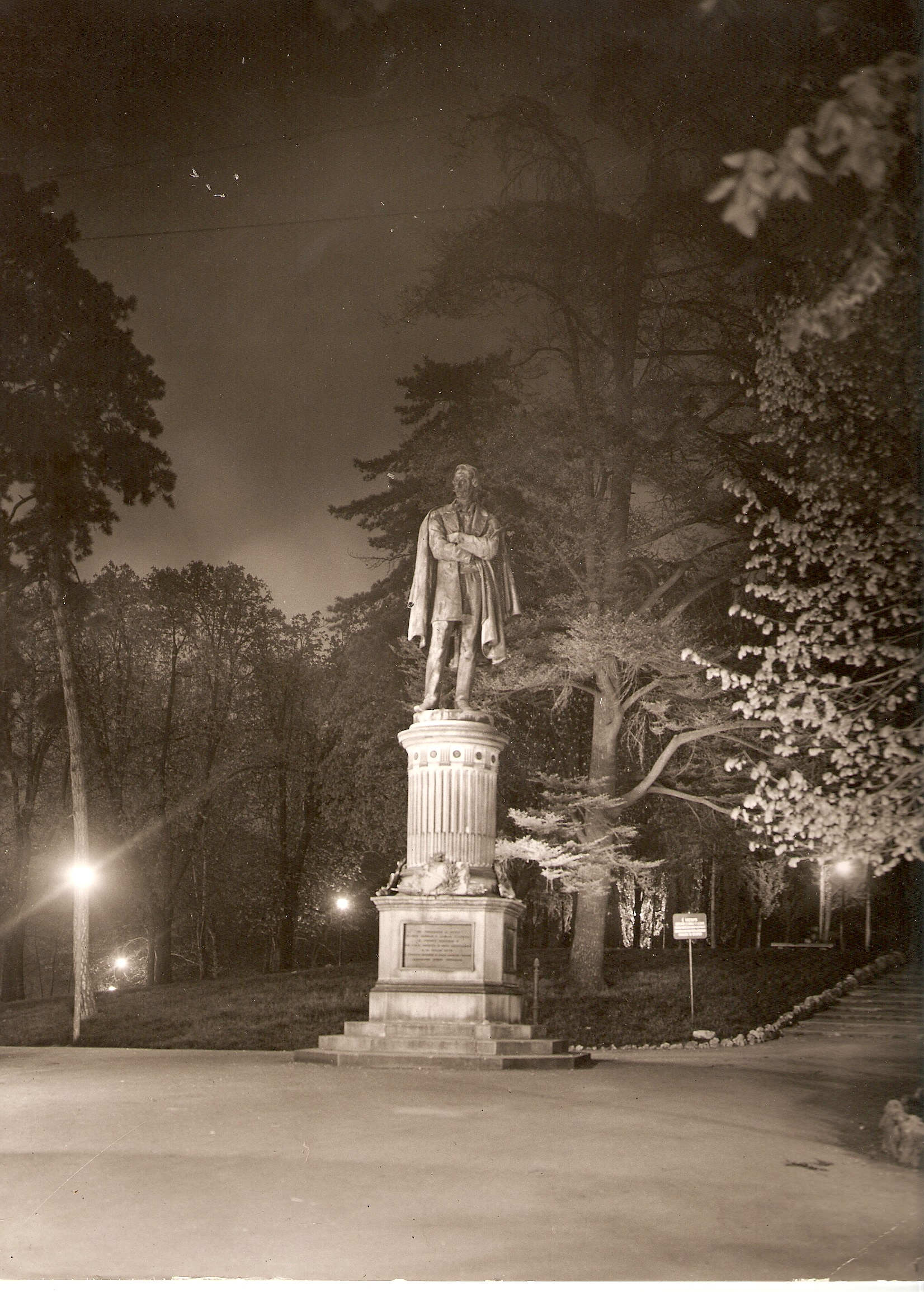
ヴァレンティーノ公園のマッシモ・ダゼーリョ像（トリノ）

### 文化人として
1798年10月24日、マッシモ・ダゼーリョはトリノの高貴な家に生まれた。父チェザーレ・ダゼーリョ(イタリア語: Cesare d'Azeglio）は軍隊の将校の地位にあり、マッシモ・ダゼーリョ自身も17歳の時に騎兵隊に加えられた。しかし健康上の理由から実戦に立つ前にすぐに除隊し、ローマに滞在中に先進的な芸術と音楽に魅入られ画家を志した。その後はローマに移り住み、画家としての活動を本格的に開始する。
ローマではロマン主義的な風景画を描くが、一部作品を除き評価されないまま終わる。1830年にはトリノに戻り、1831年に父が亡くなった後はミラノに移り住んだ。このころから交流を持ち始めたアレッサンドロ・マンゾーニなどの影響を受けて画家ではなく作家を志すようになり、1833年にはフィエラモスカ率いるイタリア人がフランス軍を破った『エットレ・フィエラモスカ』（『Ettore Fieramosca』という歴史小説を出版した。上記の作品はダゼーリョの思想が色濃く、イタリアは海外からの支配を脱する為に民衆は立ち上がるべきだというメッセージ性を帯びたものであった。

### 愛国者・活動家として
教皇グレゴリウス16世の死後はローマに赴き、「覚醒教皇」として近代化に理解を示すピウス9世を熱烈に支持した。また教皇を中心とするイタリア統一を目指すネオグェルフ主義の中心人物であったヴィンチェンツォ・ジョベルティとも交流を持ち、ともに革命による統一を目指す急進派を批判した。またイタリアの大都市だけでなくローマ以南の農村地帯にも足を運ぶことで、民衆からの熱烈な支持を獲得していった。この時点で、ダゼーリョはジョベルティ、バルボと並ぶ穏健派の中心人物として知られていた。
第一次イタリア独立戦争では教皇軍に参加し、ヴィチェンツァでの戦闘で重傷を負う。そのため軍人を引退しフィレンツェに逃れるが、『ロマーニャにおける最近の事件』という自由主義的な思想を反映した小冊子を出版したため、トスカーナ大公国から追放される。
その後は第一次イタリア独立戦争継続のための戦時内閣結成をするべく、1849年初めにカルロ・アルベルト・ディ・サヴォイアからサルデーニャ王国首相の打診を受けるが、オーストリア帝国との戦争継続は現実的ではないとして一旦は拒否した。

### 首相として
ノヴァーラの戦いに破れた後、カルロ・アルベルトはその責任を負って退位しヴィットーリオ・エマヌエーレ2世が新たに即位する。ダゼーリョは再びサルデーニャ王国首相の打診を受け、当時サルデーニャ王国は敗戦により外交的な孤立や経済的な苦境に立たされていたが、ダゼーリョは了承する。そしてオーストリア帝国との平和条約を締結して、イタリアの諸邦が専制政治体制に戻る中サルデーニャ王国のアルベルト憲法の保持に務めた。さらには外交的な孤立を解消して国際社会に復帰し、議会政治を定着させ、土地を所有し学校を運営し婚姻を統括する教会の力を弱める法案を可決させたことで、経済を近代化すると同時に国家と教会の関係を改善した。
加えて、若い政治家であったカミッロ・カヴールを見出し、サルデーニャ王国農業貿易大臣およびサルデーニャ王国財務大臣として内閣の主要メンバーに引き入れた。ダゼーリョはサルデーニャ王国首相としては初めて第2次内閣を組閣できた政治的基盤が安定した人物であったが（1852年5月21日組閣）、彼が提案した世俗婚法はピウス9世の圧力を受けたヴィットーリオ・エマヌエーレ2世の反対を受け、また保守派が多数を占める上院でも否決された事で第2次内閣は組閣からわずか5ヶ月後の1852年10月22日に解散し、首相職も辞した。その際ダゼーリョは、自身の後継者としてカヴールを推している。なお、３年に亘る首相在任期間は後任のカヴールに次ぐ長さであった。

### 晩年
首相退陣後はトリノに戻って再び芸術に専念したが、政治的発言力は保持したままであった。カミッロ・カヴールは彼のもとに何度も赴き、政策について意見を交わしている。ヴィットーリオ・エマヌエーレ2世には何度も諫言し、宗教団体の財産を国庫に移しまた課税を実施、さらには教区司祭に対する生活手当を廃止して世俗婚も認めるカヴールの「シッカルディ法案」が認められるよう後押しした。1859年にはパリやロンドンに移り住むが、オーストリア帝国との再度の戦争は避けられないものと判断してサルデーニャ王国に戻る。カミッロ・カヴールからの指令でローマに赴き、教皇軍と戦いその追放に大きな貢献をする。また、第二次イタリア独立戦争ではマジェンタの戦いで高い指揮能力を発揮する。しかし、両シチリア王国を滅ぼしイタリア南部までに強引な手段を用いて領土を広げたジュゼッペ・ガリバルディには不満を示し、両者は意見が対立する。
その後も政界に留まるが、カヴールの死後は精力的な活動はなくなる。死去まで一貫して穏健派でありローマやヴェネツィア、トリエステを欠いた統一が不完全であるとする意見が大半ななか、ローマを教皇の主権下に留めておくべきと主張した。死の直前に出版した著書『我が記憶』では、イタリア人についてこう綴っている。
また、その二年前の1864年12月3日の演説では、イタリア人を創る、民族を形成することの困難性を以下のように吐露している。
そして1866年1月15日、トリノにて死去。